# شون ديري
شون ديري (بالإنجليزية: Shaun Derry)‏ (6 ديسمبر 1977 المملكة المتحدة - ) هو لاعب كرة قدم بريطاني، يلعب كلاعب وسط.

## وصلات خارجية
شون ديري على موقع قاعدة بيانات كرة القدم.إي يو (الإنجليزية)
- شون ديري على موقع Soccerbase.com (لاعب) (الإنجليزية)
- شون ديري على موقع عالم كرة القدم.نت (الإنجليزية)
- شون ديري على موقع AS.com (الإسبانية)